# Salpingotus kozlovi
Salpingotus kozlovi — вид гризунів родини Dipodidae. Зустрічається в північно-західному Китаї та південній і східній Монголії. Його природне місце проживання — пустеля помірного поясу.

## Морфологічні особливості
Salpingotus kozlovi досягає довжини голови й тулуба від 4,3 до 5,6 сантиметрів і має довжину хвоста від 11,0 до 12,6 сантиметрів. Тварини важать від 7 до 12 грам. Довжина задньої лапи становить 24–27 міліметрів, довжина вуха 9–12 міліметрів. Шерсть на спині шовковиста, світло-піщано-жовта з сірим відтінком, боки тіла світліші, а живіт від білого до жовтувато-білого. Голова менш сива, ніж спина. Хвіст укритий окремими довгими волосками, які утворюють китицю на кінці. На лапах біля пальців є щітоподібна подушечка з жорсткої щетини.

## Спосіб життя
Salpingotus kozlovi живе в сухих і піщаних районах з рослинністю тамариску і саксаулу. Вид харчується в основному зеленими частинами рослин і насінням, але також поїдає комах. Тварини активні вночі та рідше в сутінках. Сезон розмноження триває з квітня по травень, і самиці мають виводок від трьох до п'яти дитинчат.